# Rayani Air
Rayani Air war eine malaysische Billigfluggesellschaft mit Sitz in Shah Alam.

## Geschichte
Rayani Air wurde 2015 gegründet und nahm den Flugbetrieb am 20. Dezember 2015 mit zwei Boeing 737-400 ex-Malaysia Airlines Flugzeugen auf. Sie kam weltweit in die Schlagzeilen, weil sie an Bord der Flugzeuge strikt die religiösen Gesetz des Islam (Scharia) einhielt. Vor dem Start und der Landung wurden aus dem Koran Gebete zitiert, nur halales Mahlzeiten und kein Alkohol serviert. Die Kleidung der Besatzung ist traditionell islamisch.
Am 8. April 2016 gab die Airline bekannt, dass ihr Betrieb auf unbestimmte Zeit eingestellt werde. Auf Facebook gab die Airline an, die Einstellung geschehe aus „betrieblichen Gründen“. Die Zeitung Straits Times nannte eine interne E-Mail an Mitarbeiter, in der angegeben worden sei, dass Rayani Air alle Bereiche auf Profitabilität hin überprüfe. Per SMS teilte Rayani-Air-Gründer Ravi Alagendrran der Zeitung The Star mit, dass die Betriebseinstellung („Grounding“ der Luftflotte) Teil eines Restrukturierungsplans sei.
Im Juni 2016 entzog die malaysische Luftverkehrsbehörde DCA der Gesellschaft die Lizenz wieder, da „die Sicherheit in der Luftfahrtindustrie von allerhöchster Bedeutung ist.“

## Flugziele
Die Gesellschaft bot zwei Flüge ab Flughafen Kuala Lumpur nach Langkawi und Kota Bharu an. Geplant waren darüber hinaus Flüge nach Kuching und Kota Kinabalu.

## Flotte
Mit Stand Dezember 2015 bestand die Flotte  aus zwei Boeing 737-400, die ursprünglich beide für Malaysia Airlines flogen.